# Wawrzyniec Potocki
Wawrzyniec Potocki herbu Szeliga (zm. 26 czerwca 1771) – żołnierz koronny, poseł na Sejm, chorąży znaku pancernego podkomorzego chełmińskiego, regimentarz związku wojskowego partii ukraińskiej w konfederacji barskiej w 1769 roku.
W czasie wojny siedmioletniej na terenie Wielkopolski jako namiestnik chorągwi pancernej występował przeciwko wojskom rosyjskim (1758-1760), a później (1763) osłaniał ludność przed Prusakami i swawolnikami zyskując duży rozgłos i uznanie społeczeństwa. W rezultacie poseł na sejm konwokacyjny w 1764.
Chorągiew Potockiego została odkomenderowana na Ukrainę i Podole. Wsławił się tam wojennymi czynami i w początkach 1768 roku posiadał już stopień chorążego pancernego.

## Konfederacja Barska
Wawrzyniec Potocki to jeden z głównych organizatorów konfederacji barskiej. Jego podpis figuruje na trzecim miejscu, zaraz po Michale Hieronimie Krasińskim i Józefie Pułaskim na akcie konfederacji z 29 lutego 1768. Jako reprezentant Wielkopolski otrzymał urząd konsyliarza z prawem zasiadania w Generalnej Radzie. 4 marca pod Barem był wśród oddziałów wojsk koronnych przystępujących do konfederacji i otrzymał stanowisko generalnego regimentarza wojsk koronnych komputowych i konfederackich, a w kilka dni później 6 marca szarżę drugiego pułkownika oraz komendę nad chorągwią w nowo formowanym pułku pod znakiem Krzyża Świętego. W dniu 16 kwietnia, po zwycięskich walkach i zajęciu Winnicy wydał uniwersał o sukcesach i wzroście sił konfederackich.
Józef Pułaski ze swą Radą Wojskową 23 października przeprowadził w Żwańcu „renowację konfederacji koronnej” i na miejsce Krasińskiego wybrano na marszałka substytuta (zastępcę) Wawrzyńca Potockiego. Już jako marszałek konfederacji Potocki wydał uniwersał do wszystkich województw, ziem i powiatów, zalecając im gotowość na wypadek ogłoszenia pospolitego ruszenia.
Po uwięzieniu Pułaskiego w Dańkowicach Wawrzyniec Potocki objął funkcję marszałka związkowego, a następnie skupił wokół siebie pozostałe siły w tym synów Józefa Pułaskiego (Franciszka, Kazimierza i Antoniego). W dniu 8 marca 1769 roku kierował Wawrzyniec Potocki (a nie Kazimierz Pułaski jak twierdzi A. Pietrow, a za nim wszyscy pozostali) obroną fortyfikacji Okopów Świetęj Trójcy.
Po załamaniu się konfederacji w dniu 24 kwietnia 1770 r. został przydzielony postanowieniem Generalności pod rozkazy Józefa Zaremby, komendanta generalnego województw wielkopolskich. Był obecny 20 i 21 czerwca 1771 r. w Działoszynie podczas rozmów pomiędzy Franciszkiem Ksawerym Branickim a Zarembą w sprawie poddania się królowi. Potocki opowiadający się za dalszą walką sprzeciwiał się rozmowom kapitulacyjnym. Zaremba 22 czerwca w uzgodnieniu z Branickim i Ożogowem odesłał Potockiego w Łęczyckie jako najbardziej przeszkadzającego pertraktacjom.
Wawrzyniec Potocki w dniu 25 czerwca 1771 roku z około 350 ludźmi zatrzymał się na noc w Charchwie i Charchówku. Rankiem dał się zaskoczyć Mojżeszowi Langowi. Spotkanie miało bardziej charakter jednostronnej rzezi niż regularnej bitwy. Lang kazał wszystkich wziętych do niewoli pozabijać. Z całej bitwy ocalało zaledwie 30 ludzi, poległo 200 konfederatów, a wśród nich broniąc się do końca również Wawrzyniec Potocki herbu Szeliga.
Wawrzyniec Potocki pochodził z Dużego Potoka w powiecie opoczyńskim, był dziedzicem na Wrzącej, Korczynie i Sierosławiu. Syn Jana Potockiego i Zofii z Żegockich. Z małżeństwa z Agnieszką z Chwaliszewskich pozostawił synów Florentyna, Teodora i Antoniego.